# Delegaciones de Chile
Según la Constitución de 1823 el territorio de la República de Chile, se subdividía en gobiernos departamentales, delegaciones, subdelegaciones, prefecturas e inspecciones (Art. 190°). Las delegaciones equivalen a los antiguos partidos. Se establecen las municipalidades en todas las delegaciones y también en las subdelegaciones que se hallare conveniente. Las municipalidades corresponden a los antiguos cabildos.

## Desde 1823 a 1826
Las delegaciones correspondientes a los antiguos partidos son los siguientes:
- Departamento de Coquimbo.
  - Coquimbo.
  - Copiapó.
  - Huasco.
  - Illapel.
- Departamento de Santiago.
  - Petorca.
  - La Ligua.
  - Quillota.
  - San Felipe.
  - Los Andes.
  - Santiago.
  - Valparaíso.
  - Casablanca.
  - Melipilla.
  - Rancagua.
  - Colchagua.
  - Curicó.
  - Talca.
- Departamento de Concepción.
  - Cauquenes.
  - Linares.
  - Parral.
  - San Carlos.
  - Itata.
  - Concepción.
  - Chillán.
  - Coelemu.
  - Puchacay.
  - Rere.
  - La Laja.
  - Lautaro.
- Gobierno de Valdivia.
  - Valdivia.
  - Osorno.

## Desde 1826 a 1833
Las Leyes Federales de 1826 dividen el territorio nacional en provincias. Para ellos se crean ocho provincias, a saber: Coquimbo (similar a la antigua Intendencia de Coquimbo), Aconcagua, Santiago, Colchagua (estas tres últimas derivadas de la antigua Intendencia de Santiago), Maule, Concepción, Valdivia (éstas derivadas a la antigua Intendencia de Concepción y el Gobierno de Valdivia) y Chiloé (derivada del Gobierno de Chiloé, incorporado en 1826).
- Provincia de Coquimbo.
  - Coquimbo.
  - Copiapó.
  - Huasco.
  - Illapel.
- Provincia de Aconcagua.
  - Petorca.
  - La Ligua.
  - Quillota.
  - San Felipe.
  - Los Andes.
- Provincia de Santiago.
  - Santiago.
  - Valparaíso.
  - Casablanca.
  - Melipilla.
  - Rancagua.
- Provincia de Colchagua.
  - Colchagua.
  - Curicó.
  - Talca.
- Provincia de Maule.
  - Cauquenes.
  - Linares.
  - Parral.
  - San Carlos.
  - Itata.
- Provincia de Concepción.
  - Concepción.
  - Chillán.
  - Coelemu.
  - Puchacay.
  - Rere.
  - La Laja.
  - Lautaro.
- Provincia de Valdivia.
  - Valdivia.
  - La Unión, 1826+.
  - Osorno.
- Provincia de Chiloé++.
  - Ancud, 1826.
  - Chacao, 1826.
  - Dalcahue, 1826.
  - Carelmapu, 1826.
  - Calbuco, 1826.
  - Castro, 1826.
  - Chonchi, 1826.
  - Lemuy, 1826.
  - Achao, 1826.
  - Quenac, 1826.

+ creada en 1826; ++ incorporada en 1826 
La Constitución de 1828 dividía el territorio nacional en las siguientes unidades administrativas, ordenadas de mayor menor con un encargado político como sigue: provincia (a cargo de un intendente y Asamblea Provincial); municipalidad (a cargo de un gobernador y municipalidad).
Con la Constitución de 1833, las delegaciones se transforman en departamentos.